# 루슬란 가시모프
루슬란 미라가예비치 가시모프(러시아어: Русла́н Мирагаевич Гасы́мов, 1979년 11월 8일~)는 러시아의 전직 유도 선수이다. 2008년 하계 올림픽 남자 하프헤비급에 참가했으며 유럽 선수권 대회에서 금메달 1개, 은메달 1개, 동메달 1개를 획득했다.